# Коршилів
Корши́лів — село в Україні, у Зборівській міській громаді Тернопільського району Тернопільської області. Розташоване на річці Західна (Мала) Стрипа, на заході району. До 2020 року було підпорядковане Зарудянській сільській раді.
Населення становить 259 осіб (2001).

## Історія
Перша писемна згадка датується 1494 роком.
Діяли «Просвіта», «Рідна школа» та інші українські товариства, кооперативи.
12 червня 2020 року, відповідно до розпорядження Кабінету Міністрів України № 724-р «Про визначення адміністративних центрів та затвердження територій територіальних громад Тернопільської області» увійшло до складу Зборівської міської громади.
19 липня 2020 року, в результаті адміністративно-територіальної реформи та ліквідації Зборівського району, село увійшло до складу Тернопільського району.

## Пам'ятки
Встановлено пам'ятний хрест на честь скасування панщини, насипана символічна могила воякам УПА.

## Галерея

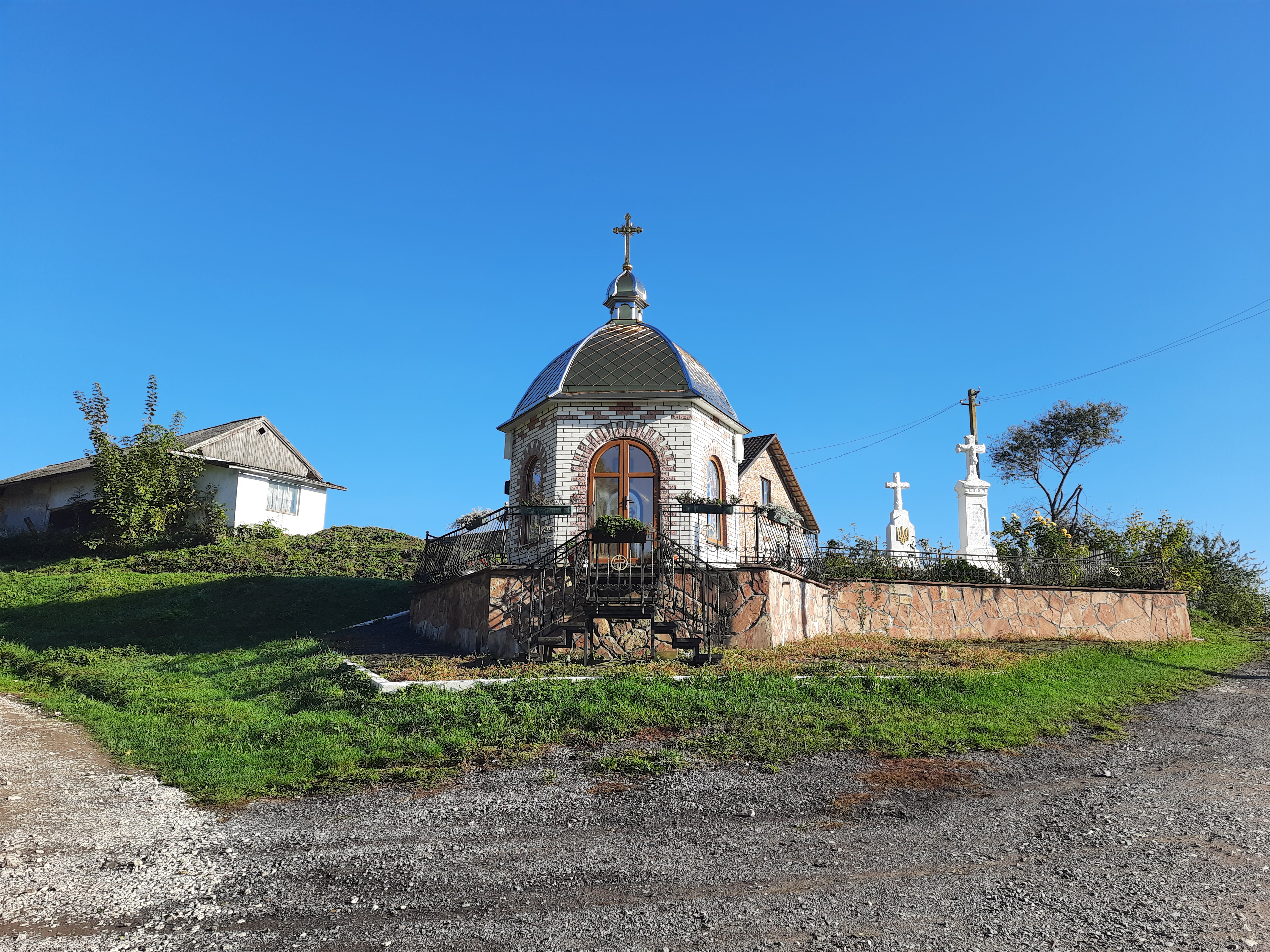
Капличка
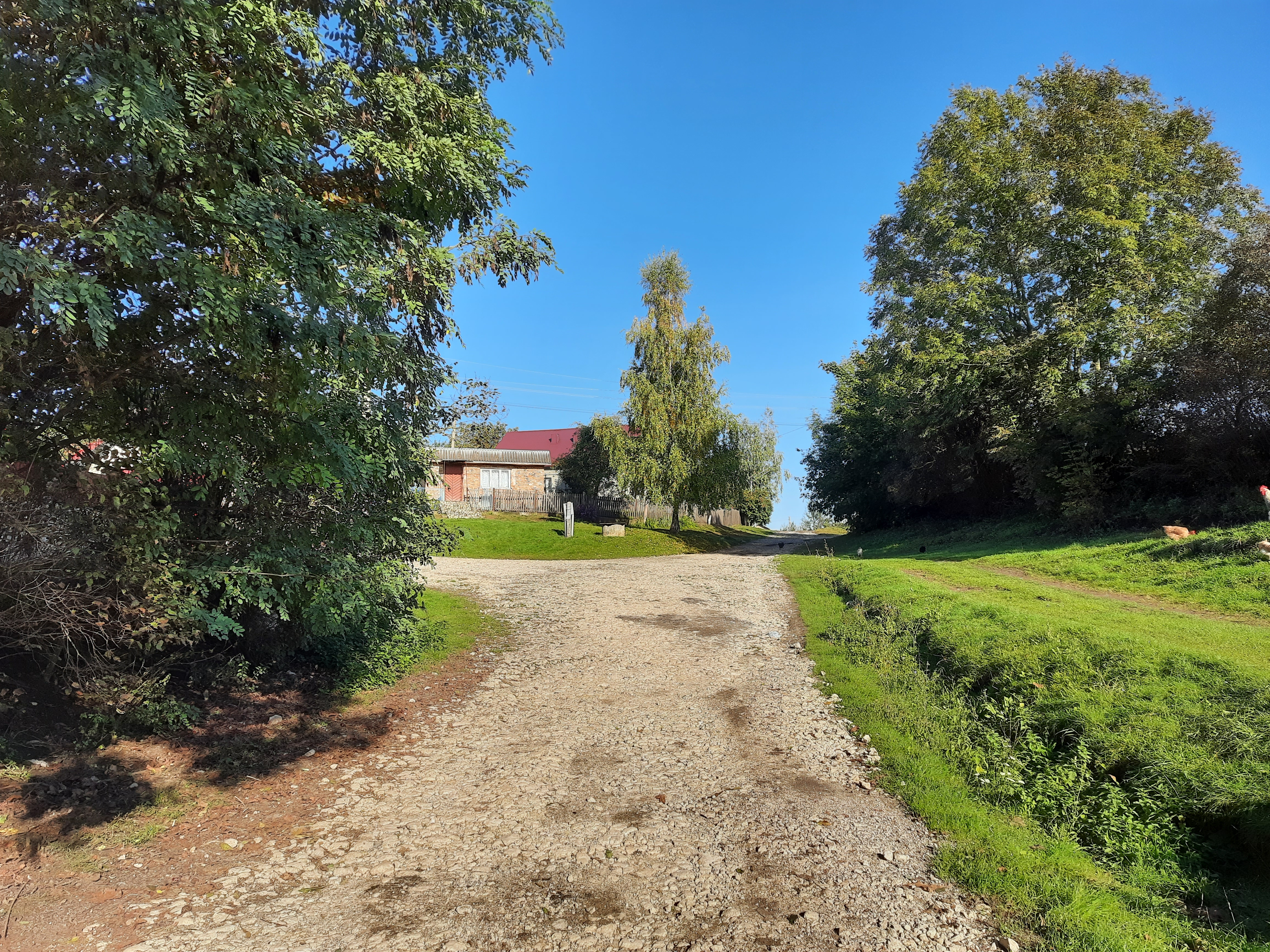
Сільська вулиця
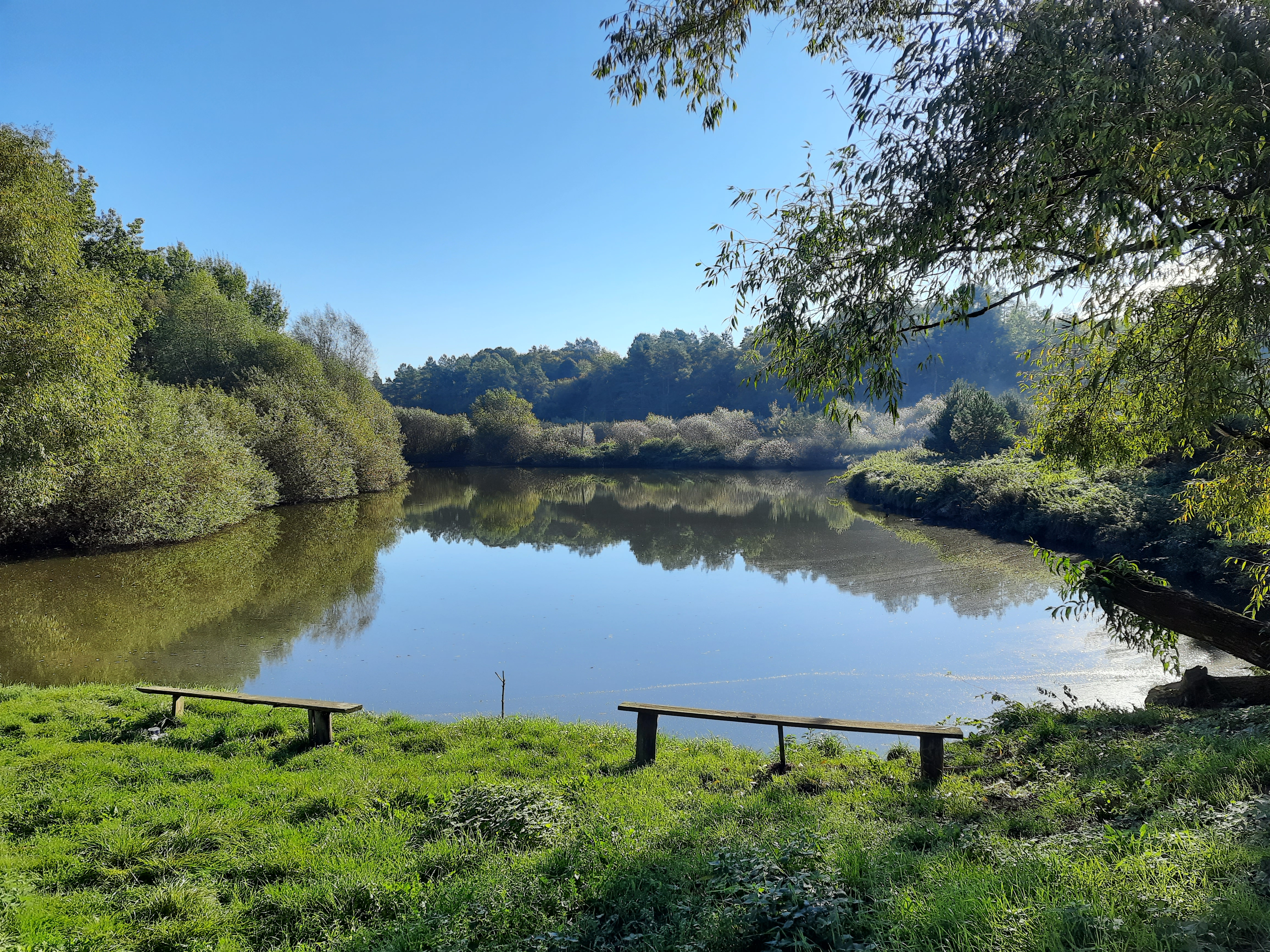
Ставок біля села
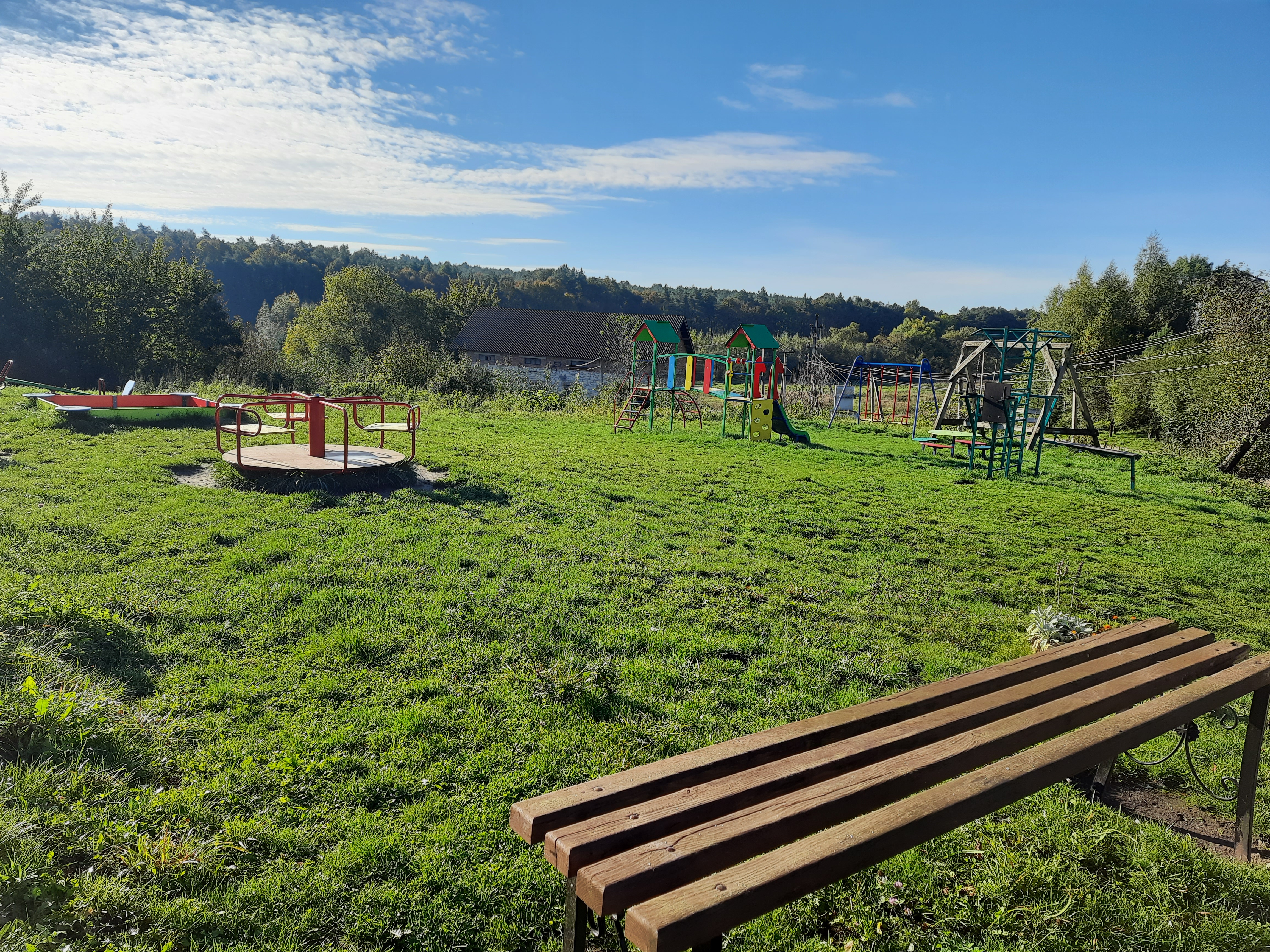
Дитячий майданчик
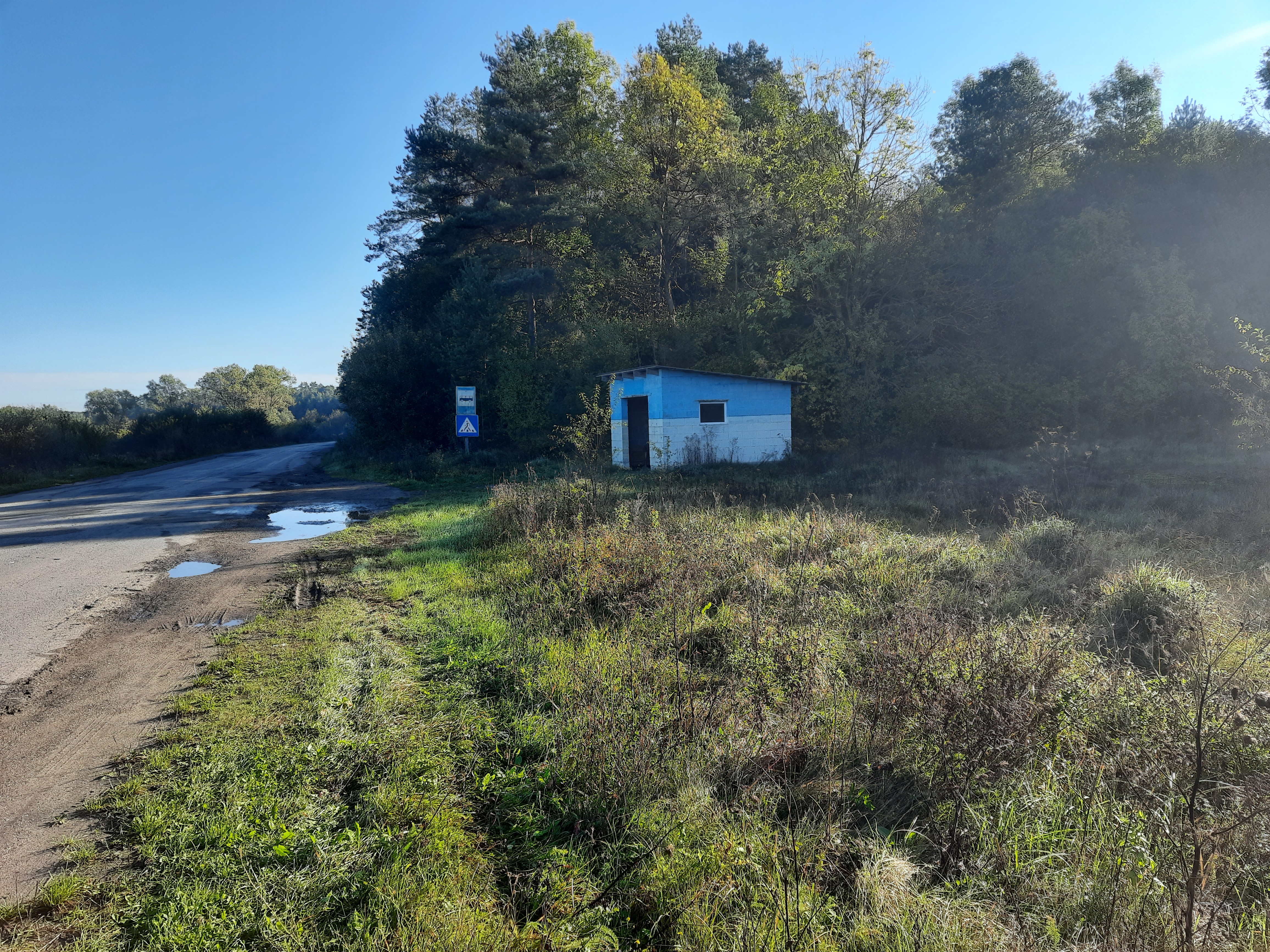
Автобусна зупинка біля села